# Curt Smith
 (juin 2020).
Curt Smith né le 24 juin 1961 à Bath (Somerset), est un chanteur et bassiste britannique, membre du groupe Tears For Fears.
Il rencontre Roland Orzabal à l'âge de 13 ans. Ils forment d'abord le groupe The Graduate, avec lequel ils publient un seul album en 1980. Et durant ce temps, Smith et Orzabal jouent comme musiciens invités avec le groupe Neon, où ils font la connaissance du batteur Manny Elias, ce groupe grave deux singles la même année. Et en 1981, après la dissolution du groupe The Graduate, Curt et Roland forment avec succès le groupe Tears for Fears. Curt en fait partie jusqu'en 1991 et fait une carrière solo par la suite. Il retourne au sein du groupe en 2001, et de ces retrouvailles sort l'album Everybody Loves a Happy Ending en 2004. Puis en 1997, il forme le groupe Mayfield avec des musiciens l'ayant assisté pendant sa carrière solo, ils publient un album la même année et il a été réédité en 2011.

## Carrière musicale

### Graduate
Smith et Roland Orzabal se sont rencontrés pendant leur adolescence. Ensuite, ils formèrent le groupe inspiré du ska, The Graduate.
Leur seul album sortit en 1980, Acting My Age, connaissant un succès mineur en Europe. Puis ils assistèrent comme musiciens invités, le groupe Neon avec lesquels ils gravèrent deux singles, Making Waves/Me I See In You en 1980 et Communication Without Sound/Remote Control en 1981, c'est lors de cette expérience qu'ils firent la connaissance du batteur Manny Elias qui se joindrait à eux plus tard.

### Tears for Fears
À la suite du démantèlement de Graduate, Smith et Orzabal forment Tears for Fears en 1981. Leur premier album, The Hurting sorti en 1983, devient numéro 1 au Royaume-Uni et comporte trois singles qui sont des hits internationaux : Mad World, Change et Pale Shelter (en). Pour tous ces titres, composés par Orzabal, Curt Smith s'occupe du chant.
Leur album de 1985, Songs from the Big Chair, connut un succès encore plus retentissant, avec des tubes comme Everybody Wants to Rule the World (avec Smith au chant), Shout (chanté par Roland Orzabal) et Head over Heels (encore une fois Orzabal au chant, mais écrit avec Smith).
Le duo passa les années suivantes à écrire et enregistrer un album qui sort en 1989, The Seeds of Love, qui est une autre réussite planétaire ; bien que Smith, finalement, ne participât que très peu à l'écriture de ce disque. Le dernier single de Smith en tant que chanteur est Advice for the Young at Heart. Pour cet album, le groupe introduit aussi la chanteuse américaine Oleta Adams qui chante sur le titre Woman in chains avec Phil Collins à la batterie. Lors de la tournée mondiale du groupe au début des années 1990, des divergences de plus en plus fortes apparaissent entre les deux membres principaux, poussant Orzabal à exiger de Smith qu'il quitte le groupe en 1991.
Curt Smith sort son premier album solo en 1993, Soul on board sur lequel il joue la guitare et la basse, en plus du chant et des chœurs. Mais ni l'album ni les 2 singles Calling Out et Words ne réussirent à se classer dans les charts. Curt Smith admet plus tard détester cet album et qu'il ne l'a réalisé que par obligation contractuelle avec la maison de disques Phonogram/Mercury. Après s'être installé à New-York pour suivre son épouse Frances, ainsi que pour s'évader de l'industrie musicale britannique, Curt Smith forme le groupe Mayfield en 1997, simplement pour retrouver le plaisir de jouer live. Avec des musiciens qui l'ont assisté sur ses albums solos, Charlton Pettus à la guitare et aux chœurs, Doug Petty et Russ Irwin aux claviers ainsi que Shawn Pelton à la batterie, ils publient un unique album qui a été réédité en 2011. En 1999, il sort son troisième album, Aeroplane qui contient une version acoustique « live » de la chanson Everybody Wants to Rule the World de Tears For Fears, on y retrouve aussi une nouvelle interprétation beaucoup plus rock de la chanson Pale Shelter aussi de TFF. En 2000, un EP de six chansons, sort sous le titre Aeroplane et renferme aussi les deux chansons de Tears for Fears ainsi que d'autres de l'album. Et la même année, des obligations de routine liées à la paperasserie juridique ont conduit à la première conversation d’Orzabal et Smith en près de 10 ans. Les deux musiciens ont corrigé leurs différences et, en collaboration avec Charlton Pettus l'associé de Curt Smith, ont commencé à écrire un nouvel album intitulé Everybody Loves a Happy Ending, sorti en 2004 qui serait aussi leur dernier enregistré en studio. Auparavant, Mad World était reprise par Michael Andrews et Gary Jules pour le film Donnie Darko. Il est sorti comme single et a atteint le numéro 1 au Royaume-Uni à Noël 2003 et a ravivé l'intérêt pour les albums précédents de Tears For Fears et leur compilation de 1992 Greatest Hits a été rééditée et réintégrée au Top 10 du Royaume-Uni pendant plusieurs semaines, remportant son deuxième disque platine sur le sol britannique. Publié en 2006, l'album Secret World - Live in Paris de Tears For Fears, avec Charlton Pettus à la guitare solo, Doug Petty aux claviers et Nick D'Virgilio à la batterie. En 2007, Curt Smith réalise son 4e album solo Halfway Pleased et invite son ami et partenaire Roland Orzabal qui joue les claviers sur une chanson Snow Hill (Live). Finalement en 2013, son dernier album solo intitulé Deceptively Heavy sort dans les bacs des disquaires.

## Collaborations
Curt Smith collabore occasionnellement avec d'autres artistes. Il chante avec le groupe punk américain American Eyes sur sa chanson intitulée The Day We Died sur leur album Never Trust Anything That Bleeds en 2005. Il a ensuite travaillé avec la chanteuse française So (Sophie Saillet) en interprétant sa  chanson Les Autres, et le duo a de nouveau retravaillé ensemble sur la pièce de Curt Smith Seven of Sundays (Sophie Saillet est également apparue dans les deux vidéo-clips). Curt Smith est également présent sur la chanson du groupe Shadow Bureau, Don't Give Yourself Away avec l'artiste Linda Strawberry, inspirée du film australien Griff the Invisible de 2010. En mai 2011, Smith a tweeté qu'il travaillait sur une chanson avec JunkieXL sur l'album Synthesized de JXL.

## The Graduate
- 1980 : Acting My Age

## Neon
- Singles : 
- 1980 : Making Waves/Me I See In You
- 1981 : Communication Without Sound/Remote Control

## Tears For Fears
- Voir la discographie complète sur : Discographie de Tears for Fears

## Albums solo
- 1993 : Soul On Board
- 1999 : Aeroplane
- 2007 : Halfway, Pleased
- 2013 : Deceptively Heavy

## EP
- 2000 : Aeroplane - EP de 6 chansons.

## Mayfield
- 1997 : Mayfield - A été réédité en 2011.

## Collaborations
- 2005 : Never Trust Anything That Bleeds de American Eyes - Curt chant sur The Day We Died.
- 2006 : Les Autres de Sophie Saillet.
- 2011 : Don't Give Yourself Away de The Shadow Bureau & Linda Strawberry.
- 2012 : Synthesized de JunkieXL - Curt sur When Is Enough Not Enough et When Is Enough Not Enough version remix.
- 2017 : Chant sur "Slow" de The Chain Gang Of 1974 sur l'album "Felt"

## Télévision
- Psych
  - Saison 5 - Episode 8 : Lui-même
  - Saison 7 - Episode 5 : Lui-même
  - Saison 8 - Episode 9 : Lui-même